# Donald L. Tucker Center
Le Donald L. Tucker Center est une salle multi-usages située à Tallahassee en Floride, dans le Tallahassee-Leon County Civic Center.
La salle accueille les matchs de l'équipe universitaire de basket-ball et a accueilli par le passé des équipes de arena football, de futsal et de hockey sur glace.

## Histoire
La construction de la salle est financée par la ville de Tallahassee et ouvre le 29 novembre 1981. Les grands événements que la salle reçut furent les shows de catch WCW Thunder ainsi que ceux de la WWE, notamment le 12 janvier 2008 avec un record à 15 000 spectateurs.
En 2008, 1 700 sièges sont ajoutés pour accroitre la capacité de la salle à 13 800. Elle dispose de 34 suites et 468 sièges de club.